# Шибаевы
Шибаевы — старинная купеческая династия в Российской империи, занимавшаяся на протяжении десятилетий предпринимательством.

## Предпринимательская деятельность

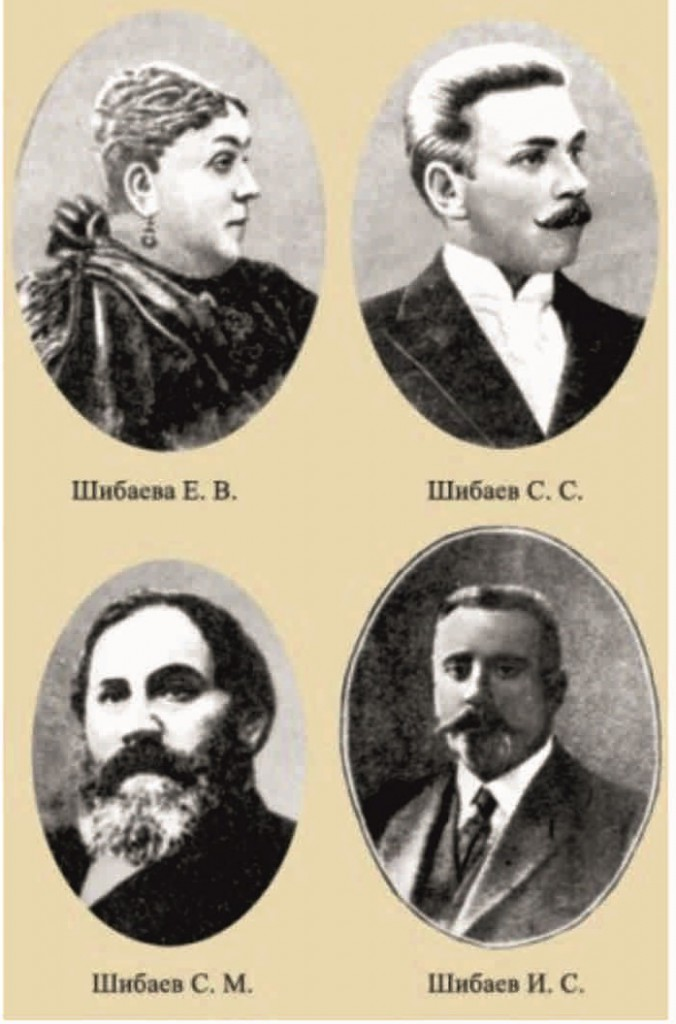
Фотографии известных личностей из династии Шибаевых

В 1857 году на реке Клязьме (село Истомкино) была построена ткацкомеханическая, ситценабивная и красильная фабрика Сидором Мартыновичем Шибаевым, купцом. На фабрике работало 500 человек; ежегодно красилось и набивалось до 90 000 кусков на сумму 70 000 рублей. На фабрике находилось 156 самоткацких станков, 2 печатных или набивных, 2 чана для кубового крашения, которые приводились в работу паровой машиной. В 1844 году Шибаевым в Истоминко была перенесена отбельная фабрика «Светлое Озеро», находившаяся до этого в 20 верстах от города Богородска. Данное предприятие было основано совместно с Иваном Саввичем Морозовым, который и по совместительство являлся другом Сидора Мартыновича. В то время отбельных фабрик было считанные единицы, поэтому кроме заказов Морозовых он принимал их от других фабрикантов и скупщиков товара; С. Щукин являлся таковым, поэтому он отдавал кисею (в то время достаточно популярный товар) и над ней проводилась известная в то время первосортная отбелка. Отчищая подобные кисеи Шибаев накопил достаточно денег, чтобы открыть фабрику возле г. Богородска. Сидор Мартынович также был основателем (одним из) Тверской мануфактуры, и свою долю продал Тимофею Морозову по его же просьбе.
Половина миткаля для ситца производилась на собственной фабрике, а другая половина — владимирскими мастерами. Большая часть набивки производилась вручную, а рисунки подготавливались в граверной мастерской, в которой от руки мастера вырезали их на дереве. В таком темпе работала фабрика примерно до 1862 года. С 1862 по 1868 количество ткацких было увеличено, печатных и иных машин в том числе, было введено газовое снабжение. Теперь на фабрика вырабатывалась не половина требуемого миткаля, а все 100 %. В год фабрика получала 1 млн — 1,2 млн рублей при 700-х рабочих. В 1873 году на фабрике работало 782 станка, 20 барок и 5 паровых машин, в общем объёме 124 лошадиные силы. При этом на фабрике работало 1 500 человек, производя в год 230 000 кусков на общую сумму 2 млн рублей. Набивка краски из марены была заменена на более новый способ — ализарином, а уже в 1876 году было введено многоколерная печать тканей. В 1880 была куплена рядом находящаяся фабрика, принадлежавшая ранее бывшему купцу Скороспелову; после серьёзного ремонта и установки более новейших машин в 1881 году началась работа на данной фабрике. В ней было 350 станков, используемых для выработки одежных тканей (плис, мильтон и так далее) и красильные и отделочные для данных тканей машины.
Годовая выручка фабрики была 2 млн рублей при 234 станках, 1,8 тысячи рабочих и производительностью до 300 тысяч кусков. В 1883 году производство постепенно и размеренно стало переходить на работу тяжёлых одёжных тканей одного цвета с ранее ситценабивного. В 1883 году умер основатель дела (Сидор Мартынович) и оно перешло к его жене — Евдокии Вуколовне Шибаевой, поэтому предприятие было переименовано в «Вдова С. М. Шибаева, Е. В. Шибаев». В том время на фабрике было 1 372 станка, такое же количество рабочих и выручки. Через 10 лет, в 1893 году, была выстроена бумагопрядильная фабрика, включавшая в себя английское оборудование: 26 тысяч прядильных веретен, которые могли вырабатывать 85 тысяч пудов бумажной пряжи на общую сумму 1,2 млн рублей, число рабочих — 550 человек. Вскоре покупная пряжа была заменена на собственную, производившуюся на самой фабрике. В 1896 г. фабрика получила золотую медаль за впервые выставленные произведённые фабрикой товары, а до данного периода производственное предприятие в выставках участие не принимала. В 1899 году вдова основателя скончалась, и фабрика перешла во владение к сыновьям. Фирма была переименована в «Нки вдовы С. М. Шибаева, Е. В. Шибаевой». В начале XX-го века производство было увеличено в два раза. В 1900 году были обновлены самоткацкая и красильная фабрики. Для того чтобы продолжить дело Шибаевых в 1905 году было оформлено паевое товарищество «Товарищество Истомкинской мануфактуры Сидора Мартыновича Шибаева сыновей», основной капитал которого составлял 4,2 миллиона рублей.
В качестве управляющих товариществом вошли все сыновья покойного Сидора Мартыновича Шибаева, но именно делами занимались следующие из них: Иван Сидорович был председателем правления совместно с Сергеем, Алексей и Глеб были директорами. За исключение сыновей Шибаевого в правление вошёл и давнишний работник фирмы — Алексей Васильевич Банкетов, принёсший огромную пользу предприятию при жизни основателя. Он также управлял фабрикой до наступления совершеннолетия его сыновей. В 1906—1907 годах было оборудовано и перестроено с добавлением новых технологий несколько ткацких фабрик. В одну фабрику даже была проведена электрическая электроэнергия, которая получалась в собственной станции. Эта станция была оборудована всеми новшествами того времени, вентиляцией, увлажнением и другим. В 1914 товарищество приняло решение расширить ткацкую фабрику и построить новый корпус на 750 станков. После этого периода на фабрике состояло 55 024 веретена, производительность которых чуть превышала 157 тысяч пудов пряжи, на общую сумму 2,9 млн рублей.
Этой фабрикой вырабатывалось 126 000 пудов различных тканей, красившихся и отделавшихся на красильной фабрике, общую суммой 3,6 млн рублей. В конечном счёте не предприятие работало 3,8 тысяч человек и семь паровых машин, общее количество сил которых превышало 2 350. Топливом для работы были нефтяные остатки, торф и антрацит, которые вырабатывались на собственном болоте, которое находилось в 6 верстах от фабрики.
Современники отмечают, что основу всего заложил именно Сидор Мартынович Шибаев, который сыграл в этом очень видную роль. Его сыновья тоже неплохо управляли фабрикой, но в конечном счёте она перешла в управление иностранных граждан.